# 五経博士
五経博士（ごきょうはかせ、ごきょうはくし）は、古代中国の官職の一つ。前漢時代、太常の属官に置かれた。儒家の経典である五経（詩・書・礼・易・春秋）を教学する学官であった。

## 概要

### 中国
博士は秦からの官吏であり、古今に通じ、意見を求められた。漢初には儒家の経典のみならず他の諸子百家の経典も学官に立てられていたと考えられる。文帝・景帝の時期、『詩経』『易』『春秋』はすでに学官に立てられていた。
建元5年（紀元前136年）、武帝が董仲舒の献策（天人三策）を聞き入れて五経博士を置いた。
儒教では従来、これを他の諸子百家を退けて儒家のみを採用した（いわゆる儒教の国教化）と考えているが、最近では博士官に単に五経博士を増員しただけだと考えられている。最初は5人だけであり、宣帝の時期に12人に増員された。五経博士のもとには博士弟子員が置かれている。後漢では十四博士が置かれた。
| 易   | 施讎易、孟喜易、梁丘易、京房易             |
| 書   | 欧陽尚書、大夏侯尚書、小夏侯尚書           |
| 詩   | 魯詩（申公）、斉詩（轅固生）、韓詩（韓生） |
| 礼   | 大戴礼（戴徳）、小戴礼（戴聖）             |
| 春秋 | 厳氏春秋、顔氏春秋（公羊伝）               |

### 百済
『日本書紀』によると、513年、百済は倭国に五経博士段楊爾を貢したが、3年後に段楊爾を帰国させ、かわって漢高安茂を貢し、554年に馬丁安にかえ、王道良、王柳貴、王保孫、王有㥄陀、潘量豊、丁有陀を倭国に貢した（貢した＝「貢ぎ物を差し上げる」）と記録している。五経博士の貢上は、512年から513年に倭国が百済に任那を割譲したことへの返礼という指摘がある。
一方、『日本書紀』に読まれる歴史構成を批判的に検討する文献学的な批判があり、継体欽明朝に五経博士が百済から交代派遣されたとする伝説伝承は、事実とは認め難いとする指摘もある。また、これらの人物（五経博士）は、朝鮮史料『三国史記』『三国遺事』には登場しない。
なお、百済が倭国に派遣した五経博士、すなわち、段楊爾、漢高安茂、馬丁安、王道良、王柳貴、王保孫、王有㥄陀、潘量豊、丁有陀などはすべて百済に帰化していた中国人である。
五経博士の派遣について、日本学者の意見は大体3つに要約でき、第1は、百済が領土（任那）を拡張したことに対する代価として、日本に官人と五経博士を派遣した。第2は、中国人が日本に来て交代に勤めた。第3は、百済が日本に献する人質が制度化されていたということである。第2の点を付言すると、平野邦雄は「五経博士を率いた百済官人を除いては南朝人である」と述べている。

## 博士一覧
|      | 易     | 書       | 詩       | 礼   | 春秋   |
| ---- | ------ | -------- | -------- | ---- | ------ |
| 文帝 |        | 鼂錯     | 韓生     |      |        |
| 文帝 | 申公   |          |          |      |        |
| 景帝 |        |          | 轅固生   |      | 董仲舒 |
| 景帝 | 胡毋生 |          |          |      |        |
| 武帝 |        | 張生     | 韓商     |      | 公孫弘 |
| 武帝 | 孔安国 | 徐偃     | 褚大     |      |        |
| 武帝 |        | 魯賜     | （張叔） |      |        |
| 昭帝 |        | 夏侯勝   | 蔡義     |      | 疏広   |
| 昭帝 | 孔覇   | 韋賢     |          |      |        |
| 昭帝 | 欧陽高 | 江翁     |          |      |        |
| 宣帝 | 張禹   | 夏侯建   | 義倩     | 戴聖 | 貢禹   |
| 宣帝 | 施讎   | 欧陽地余 | 王式     |      | 厳彭祖 |
| 宣帝 |        | 林尊     | 張長安   | 周慶 |        |
| 宣帝 | 孔覇   | 薛広徳   | 丁姓     |      |        |
| 宣帝 | 張山拊 | 食子公   |          |      |        |
| 宣帝 | 王吉   |          |          |      |        |
| 宣帝 | 后蒼   |          |          |      |        |